# Adinandra bockiana
Adinandra bockiana är en tvåhjärtbladig växtart som beskrevs av Ernst Georg Pritzel och Friedrich Ludwig Diels. Adinandra bockiana ingår i släktet Adinandra och familjen Pentaphylacaceae. Utöver nominatformen finns också underarten A. b. acutifolia.